# Шавловский, Константин Борисович
Константин Борисович Шавловский (род. 7 августа 1983, Ленинград) — российский кинокритик и киновед, поэт.

## Биография
Учился в Литературном институте имени А. М. Горького (1999—2002, мастерская поэзии Евгения Рейна). Публиковал стихи в журналах «Новое литературное обозрение», «Зеркало», на сайтах «Кольта», «Полутона», TextOnly и др. Автор книги стихов «Близнецы в крапиве» (2015), в которой, по мнению критика Дениса Ларионова, сочетаются «нарочитая исповедальность, напоминающая о „новой искренности“ конца 1990-х — начала 2000-х, а с другой стороны — аналитизм поэзии начала 2010-х».
С 2000 по 2010 год — работал редактором телепрограммы «Что хочет женщина» («Россия»), рерайтером газеты «Коммерсантъ», корреспондентом газеты «Московский комсомолец» и программы «Кино в деталях» («СТС»), был ведущим программы «Ночь на Пятом» («Пятый канал»). С 2004 года — редактор, с 2005 года — заместитель главного редактора, с 2011 по 2017 год — редакционный директор журнала «Сеанс». В настоящее время — редактор раздела кино еженедельника «КоммерсантЪ-Weekend». Автор ряда статей энциклопедии «Новейшая история отечественного кино. 1986—2000». В 2007 году вместе с Любовью Аркус создал художественное объединение «Мастерская „Сеанс“», в рамках которого принял участие в создании нескольких фильмов. В 2011 году входил в состав жюри «Кинотавра», в 2010—2011 — в отборочную комиссию Санкт-Петербургского международного кинофорума. С 2018 года — генеральный продюсер Международного кинофестиваля имени Андрея Тарковского «Зеркало».
В 2010 году выступил одним из создателей магазина интеллектуальной литературы «Порядок слов», ставшего заметной культурной площадкой Санкт-Петербурга. В 2014 году от лица «Порядка слов» выступил соучредителем Премии Аркадия Драгомощенко для молодых поэтов.

## Фильмография
- 2009 — Кто-то, но не ты[9] — режиссёр
- 2010 — Бриллианты[10] — сопродюсер
- 2012 — Антон тут рядом — исполнительный продюсер
- 2017 — Календарь[11] — генеральный продюсер

## Награды
- Лауреат премии имени М. Левитина лучшему молодому критику 2004 года, присуждённой Гильдией киноведов и кинокритиков России[12].